# Sylwia Jaskulska
Sylwia Monika Jaskulska z domu Stepnowska (ur. 25 marca 1977 w Szczytnie) – polska działaczka samorządowa, urzędniczka i nauczycielka, od 2014 członek zarządu województwa warmińsko-mazurskiego, od 2023 w randze wicemarszałka.

## Życiorys
Córka Józefa i Alicji. Absolwentka studiów rolniczych na Wydziale Kształtowania Środowiska i Rolnictwa Uniwersytetu Warmińsko-Mazurskiego (ze specjalności z agrotechnologii i zarządzania produkcją). Kształciła się podyplomowo na UWM w zakresie kontroli, nadzoru i audytu w administracji publicznej oraz przygotowania pedagogicznego, a także w Olsztyńskiej Szkole Wyższej im. Józefa Rusieckiego z geografii. Podjęła pracę jako nauczycielka w gimnazjum w Dźwierzutach. Była też zatrudniona w urzędzie gminy Dźwierzuty (m.in. jako kierownik gospodarstwa pomocniczego) i w urzędzie miejskim w Biskupcu, gdzie zajmowała się gruntami komunalnymi i funduszami unijnymi.
Zaangażowała się w działalność polityczną w ramach Polskiego Stronnictwa Ludowego, od 2007 do 2010 kierowała biurem poselskim Adama Krzyśkowa. W 2010 wybrano ją do rady powiatu szczycieńskiego, objęła następnie urząd wicestarosty. W 2011, 2015, 2019 i 2023 bez powodzenia kandydowała do Sejmu, a w 2014 – do Parlamentu Europejskiego (otrzymała wówczas 2308 głosów).
W 2014, 2018 i 2024 uzyskiwała mandat radnej sejmiku warmińsko-mazurskiego. 12 grudnia 2014 wybrano ją na członka zarządu województwa. 4 grudnia 2018 znalazła się w zarządzie kolejnej kadencji, gdzie odpowiada m.in. za kwestie oświaty, kultury i rolnictwa. 7 listopada 2023 powołana na stanowisko wicemarszałka województwa. Stanowisko to utrzymała także w kolejnym zarządzie województwa, który powołano 14 maja 2024.

## Życie prywatne
Mężatka, ma córkę.